# 의문문
의문절(interrogative clause) 또는 의문문(疑問文, interrogative sentence)은 일반적으로 질문과 같은 의미와 관련된 형태를 가진 절이다. 예를 들어, "꼭 그렇게 해야겠느냐?", "과연 그럴 수 있겠는가?" 등을 들 수 있다. 영어 문장 "Is Hannah sick?"는 평서문인 "Hannah is sick"와 구별되는 의문형 문법을 가진다. 또한, 문장 끝에 추가되는 물음표는 독자에게 의문형임을 알린다. 의문절은 때때로 구 안에 포함될 수 있다. 예를 들어, "Paul knows who is sick"에서 의문절 "who is sick"는 내포하는 동사 "know"의 보충어 역할을 한다.
언어마다 의문문을 형성하는 방식이 다르다. 언어에 전용 의문 굴절 형태가 있는 경우, 이를 종종 의문형 서법(interrogative grammatical mood)이라고 부른다. 의문 서법 또는 기타 의문 형태는 약어 INT로 표시될 수 있다.

## 종류
- 긍정 의문문
- 반어 의문문
- 부정 의문문
- 설명 의문문
- 판정 의문문
- 수사 의문문
- 간접 의문문
- 직접 의문문